# Rudnik (powiat przysuski)
Rudnik – osada w Polsce położona w województwie mazowieckim, w powiecie przysuskim, w gminie Przysucha.
W latach 1975–1998 miejscowość administracyjnie należała do województwa radomskiego.